# Wyszogródek (przystanek kolejowy)
Wyszogródek (ukr. Вишгородок, ros. Вышгородок) – przystanek kolejowy w pobliżu miejscowości Właszczyńce, w rejonie krzemienieckim, w obwodzie tarnopolskim, na Ukrainie. Położony jest na linii Szepetówka – Tarnopol.
Nazwa pochodzi od pobliskiej miejscowości Wyszogródek.